# فرد هارمان
فرد هارمان (بالإنجليزية: Fred Harman)‏ هو فنان أمريكي، ولد في 9 فبراير 1902 في سانت جوزيف في الولايات المتحدة، وتوفي في 2 يناير 1982 في فينيكس في الولايات المتحدة.

## وصلات خارجية
- فرد هارمان على موقع IMDb (الإنجليزية)
- فرد هارمان على موقع قاعدة بيانات الفيلم (الإنجليزية)